# 東浜 (福岡市)
東浜（ひがしはま）は、福岡県福岡市東区の町名。現行の行政地名は、東浜一丁目及び東浜二丁目である。全町域が1915年（大正4年）から1994年（平成6年）にかけて公有水面の埋立によって造成された埋立地であり、特に町域西側の大部分については、港湾施設の総体として埠頭を構成しており、「東浜ふ頭」と呼ばれる。土地利用については、埠頭の岸壁に接して砂、砂利、セメント、鉄鋼などの建設資材やLPG(液化石油ガス)などを取扱う港湾施設が整備され、これらの後背地には、港湾関連施設や工場等が立地している。また、埠頭内に福岡高速道路のランプが1箇所あり、九州自動車道や福岡空港へ直結し、海上輸送と陸上輸送との連携もよい。埠頭部分の東側基部に沿って横断する臨港道路須崎東浜線と国道3号に挟まれた区域には大規模商業施設や共同住宅なども立地している。面積は約97ヘクタール。2022年10月末現在の人口は1,243人。郵便番号は812-0055。

## 地理
福岡市の中心とされる中央区天神の北側、東区の南部で、海に面する地域に位置する。南、西及び北で博多湾に面して岸壁等の埠頭を形成し、北東で箱崎と、東で馬出と、南東で博多区千代と隣接する。また南は御笠川の河口部（港湾区域）を介して沖浜町（中央ふ頭）に面し、北は箱崎浜（お潮井浜）地先の海面を介して箱崎ふ頭に面する。

### 河川
東浜の南側に次の河川の河口（港湾区域）が横断している。
- 御笠川（二級河川）

### 都市計画
都市計画に関しては、「福岡市都市計画マスタープラン」 において定められた方針については次のとおりである。交通ネットワークとして都市の骨格となる国道3号の沿道や幹線道路である須崎東浜線（通称：「ふ頭間道路」）の沿道は、商業、業務、サービス施設や中高層住宅などが連続した「都市軸」や「沿道軸」に位置付けられている。土地利用については、東浜における現況は、西側埠頭部分が工場や倉庫、事務所などの工業系の施設が集積するまちとしての「流通・工業ゾーン」と東側部分（臨港道路須崎東浜線と国道3号との間）が工場や倉庫、事務所などの工業系の施設と住宅が立地する町としての「住工共存ゾーン」と位置付けられており、流通・工業の拠点としての機能維持・向上などがまちづくりの方向性とされている。東浜一丁目に北東部に一部が跨る筥崎宮の参道等については、箱崎及び馬出に跨る部分と合わせて、歴史的な雰囲気を持った市民の憩いの場・地域のシンボルとなる「歴史景観拠点ゾーン」と位置付けられており、緑豊かで魅力的な景観の形成などがまちづくりの視点とされている。用途地域については、町内全域が工業地域に指定されている。また、東浜二丁目のすべてと東浜一丁目の西側のごく一部は都市計画法及び港湾法に基づく臨港地区にも指定されている。地区計画については、東浜一丁目の一部の区域約4.9ヘクタールについて「東浜一丁目地区」が指定され、周辺の工場や事務所が隣接する区域であり、これらの施設と共存し健全なゆとりある土地利用を誘導するために、現在の大規模な敷地形状をできるだけ活かしつつ、土地の細分化による不良な街区の形成を防止し、良好な市街地環境の保全・形成を図るために、建築物の敷地面積の最低限度を2,000平方メートルとするなどの規制が定められている。

## 歴史

### 埋立整備事業の背景
1899年（明治32年）8月4日に博多港が関税法による対外貿易港としての開港指定を受けて以来、船舶の大型化や取扱貨物量の増加に伴い、公有水面の埋立により、博多船溜地区、中央ふ頭、西公園下などで、港湾施設の増強が進められてきたが、石堂川（御笠川）尻から名島川（多々良川）尻に至る地区の一部で、1916年（大正5年）から数度にわたる中断を経て近代的港湾の築造を目指して埋立が進められてきた東浜地区は、1950年（昭和25年）、1961年（昭和26年）ころは荒地であった。
1962年（昭和27年）には、東浜地区への九州製糖株式会社の進出を契機として、福岡市の臨海工業地帯を形成する計画が持上り、以後の東浜の高度利用計画へとつながっていった。

### 埋立工事 (昭和30年代)
昭和30年代の東浜における公有水面埋立については、工場用地の用途、「東浜町」の地区名で、1959年（昭和34年）3月12日に埋立免許を受け、1960年（昭和35年）5月13日に第1工区（90,491.93 m2）の、1961年（昭和36年）7月31日に第2工区（61,722.12 m2）の埋立工事（合計で152,214.05 m2）が竣工した。また、「東浜ふ頭」の地区名、港湾施設用地及び工場用地の用途で1943年（昭和18年）9月20日に埋立免許を受けていた地区については、1961年（昭和36年）7月31日に第1工区（133,630.64 m2）の、1964年（昭和39年）6月13日に第2工区（49,566.44 m2）の埋立工事（合計で183,197.08 m2）が竣工した。これらの造成地には、西部ガスをはじめ各種の食料品、セメント、飼料等の工場が進出し、臨海工業地帯を形成していった。また、一角には石炭輸送の専用施設としての埠頭が整備され、当時博多港の背後にあった糟屋炭田（福岡炭田、粕屋炭田）の海上輸送を担うようになった。
また、この一連の埋立事業が進められる中、1960年（昭和35年）3月に港湾管理者である福岡市により、昭和36年度を初年度とする「第一次博多港港湾整備5ヵ年計画」が策定されており、東浜の土地利用はこの計画に沿ったものとなっている。

### 埋立工事 (昭和40年代)
激増する建設資材（砂、砂利）等の撒物の集約化、荷役の合理化を図るための岸壁敷、野積場等の用途、「東浜新ふ頭」の地区名で、1971年（昭和46年）8月31日に埋立免許を受け、同年10月に埋立工事に着手し、1976年（昭和51年）4月19日に面積で80,147.22 m2の埋立工事が竣工した。

### 埋立工事 (平成一桁)
東浜ふ頭地区は、大正4年から昭和51年に行われた面積約52.2ヘクタールの埋立工事がほぼ完成し、すでに埠頭としての機能を有していたが、都市ガスの原料をLPG（液化石油ガス）及びナフサからLNG（液化天然ガス）へ転換することなどのために新たな用地が必要となってきていたため、福岡市はこの地区の再編成、再開発を図るために、新たな埋立工事を計画し、港湾計画の変更として、1988年（昭和63年）3月24日付で計画変更の内容を福岡市公報で公示した。
埋立工事については、博多港開発株式会社が、「東浜地区」の地区名で、1989年（平成元年）6月19日に埋立免許を受け、第1工区は1989年（平成元年）7月13日に、第2工区は1992年（平成4年）に着手し、1991年（平成3年）5月23に第1工区（94,323.51 m2）の埋立工事が竣工し、1994年（平成6年）12月26日に第2工区（172,935.04 m2）の埋立工事が竣工した。
埋立後の土地利用についは、野積場用地、保管施設用地のほかに、1997年（平成9年）7月1日に「西部ガス冷熱冷蔵物流センター」、2000年（平成12年）4月1日に「福岡市食肉市場」などの建築敷地とされた。

## 人口
東浜一丁目及び二丁目を合わせた人口の推移を福岡市の住民基本台帳（公称町別） に基づき示す（単位：人）。集計時点は各年9月末現在である。
- 2001年（平成13年）：156
- 2002年（平成14年）：145
- 2003年（平成15年）：149
- 2004年（平成16年）：145
- 2005年（平成17年）：132
- 2006年（平成18年）：141
- 2007年（平成19年）：290
- 2008年（平成20年）：510
- 2009年（平成21年）：822
- 2010年（平成22年）：989
- 2011年（平成23年）：1,030
- 2012年（平成24年）：1,118
- 2013年（平成25年）：1,132
- 2014年（平成26年）：1,156
- 2015年（平成27年）：1,168
- 2016年（平成28年）：1,194
- 2017年（平成29年）：1,190
- 2018年（平成30年）：1,221
- 2019年（令和元年）：1,198
- 2020年（令和2年）：1,254
- 2021年（令和3年）：1,269
- 2022年（令和4年）：1,247

## 交通
町内の主な公共交通機関としてはバスがある。

### 鉄道
鉄道は通っていない。最寄りの鉄道駅は福岡市交通局が運営する福岡市地下鉄箱崎線の駅であり、距離は道程で、箱崎宮前駅（馬出四丁目）から約0.5から2.2キロメートル、馬出九大病院前駅（馬出二丁目）から約0.9から2.1キロメートルである。

### バス
バスについては、西日本鉄道が運営するバスが運行しており、次の停留所がある。
- 馬出三丁目（まいだしさんちょうめ）
- 浜松町（はままつちょう、福岡県）
- 東浜（福岡県）
- ゆめタウン博多

### 道路

#### 都市高速道路
都市高速道路としては福岡高速1号香椎線が通っており、町域に次の出入口がある。
- 東浜出入口

#### 国道
国道については町域の東端で次の道路に接する。
- 国道3号

国道の写真
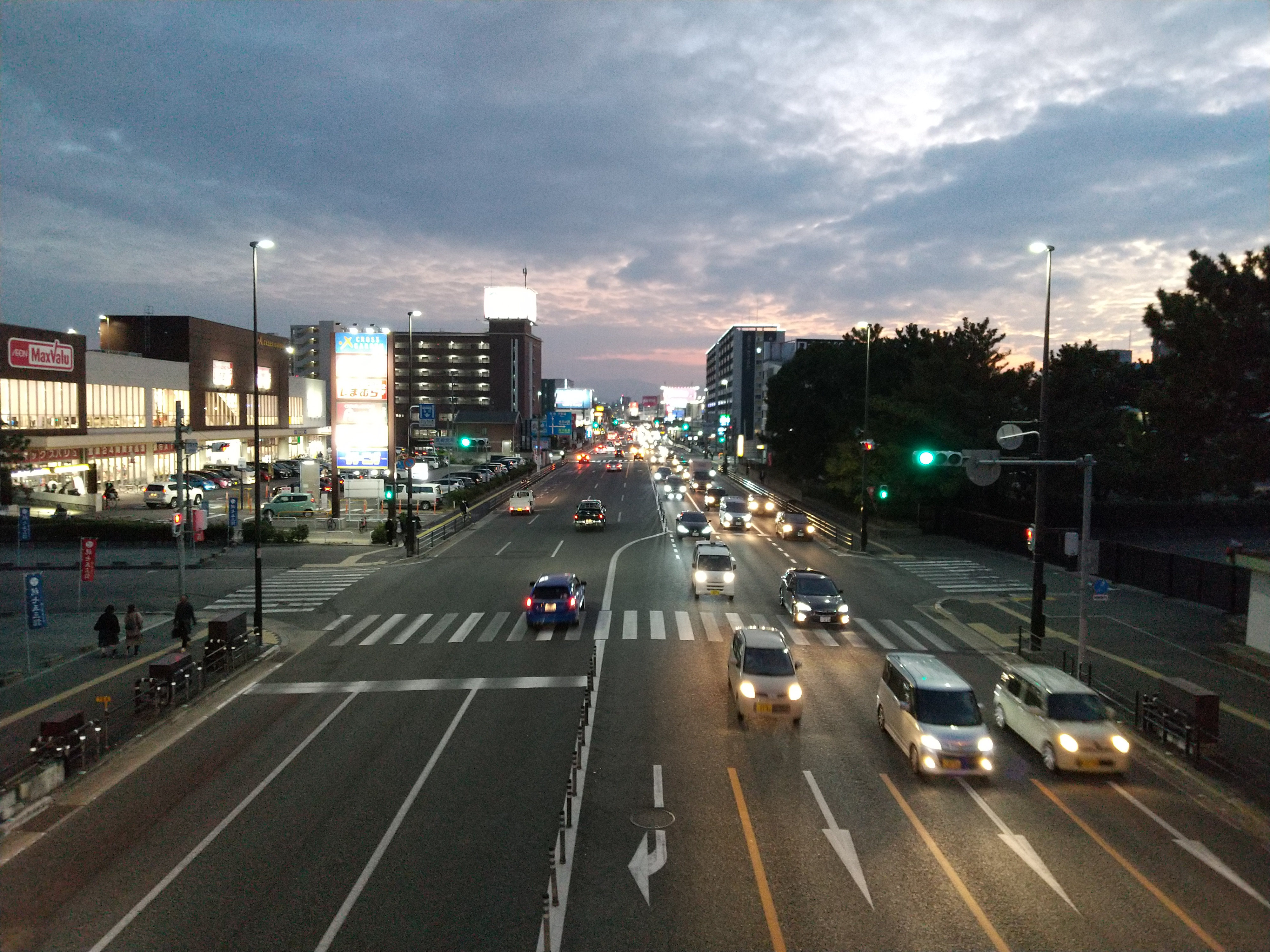
国道3号、箱崎浜歩道橋の南側（左：馬出四丁目、右：東浜一丁目）
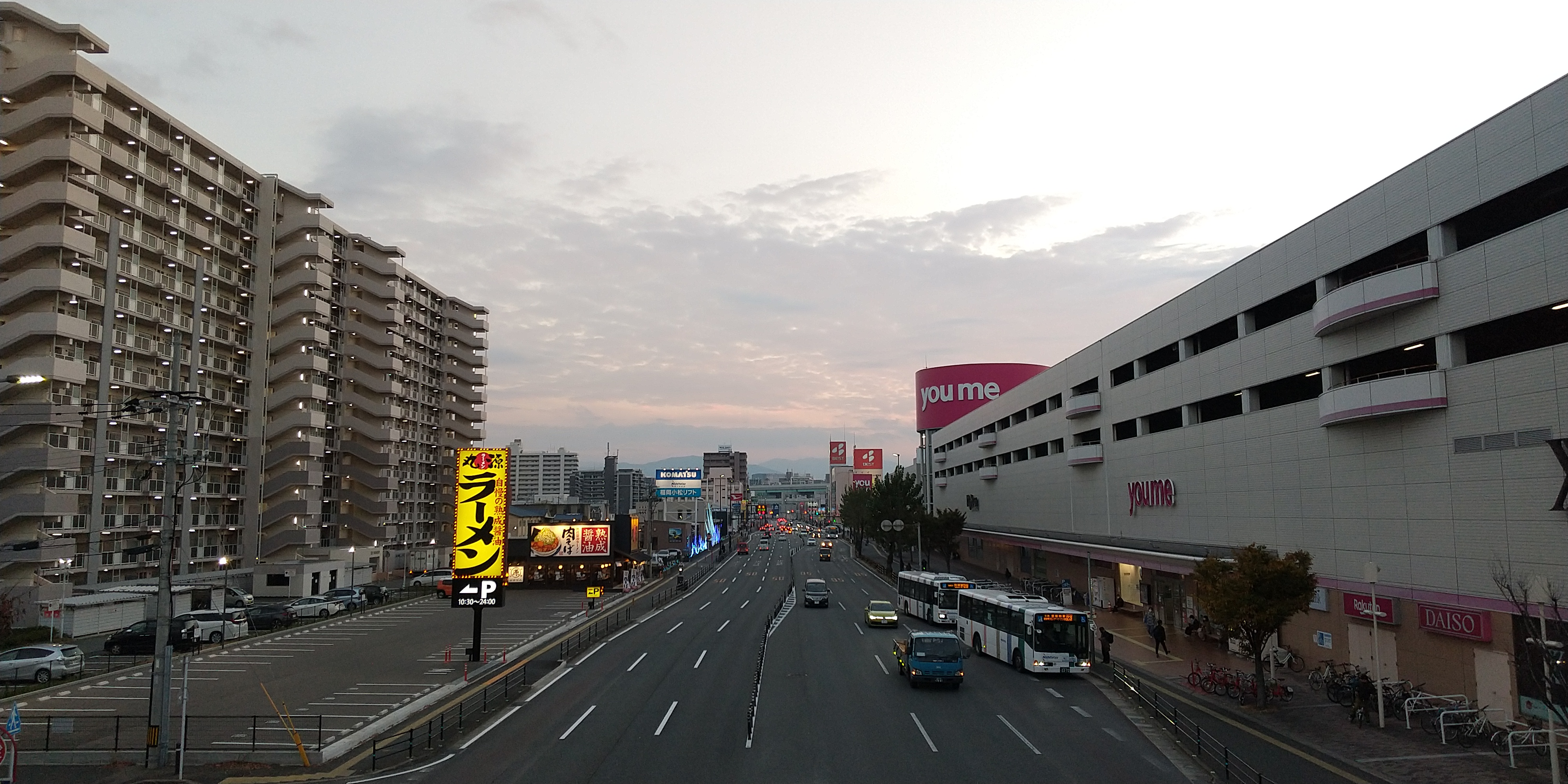
国道3号、馬出歩道橋の南側（左：馬出三丁目、右：東浜一丁目
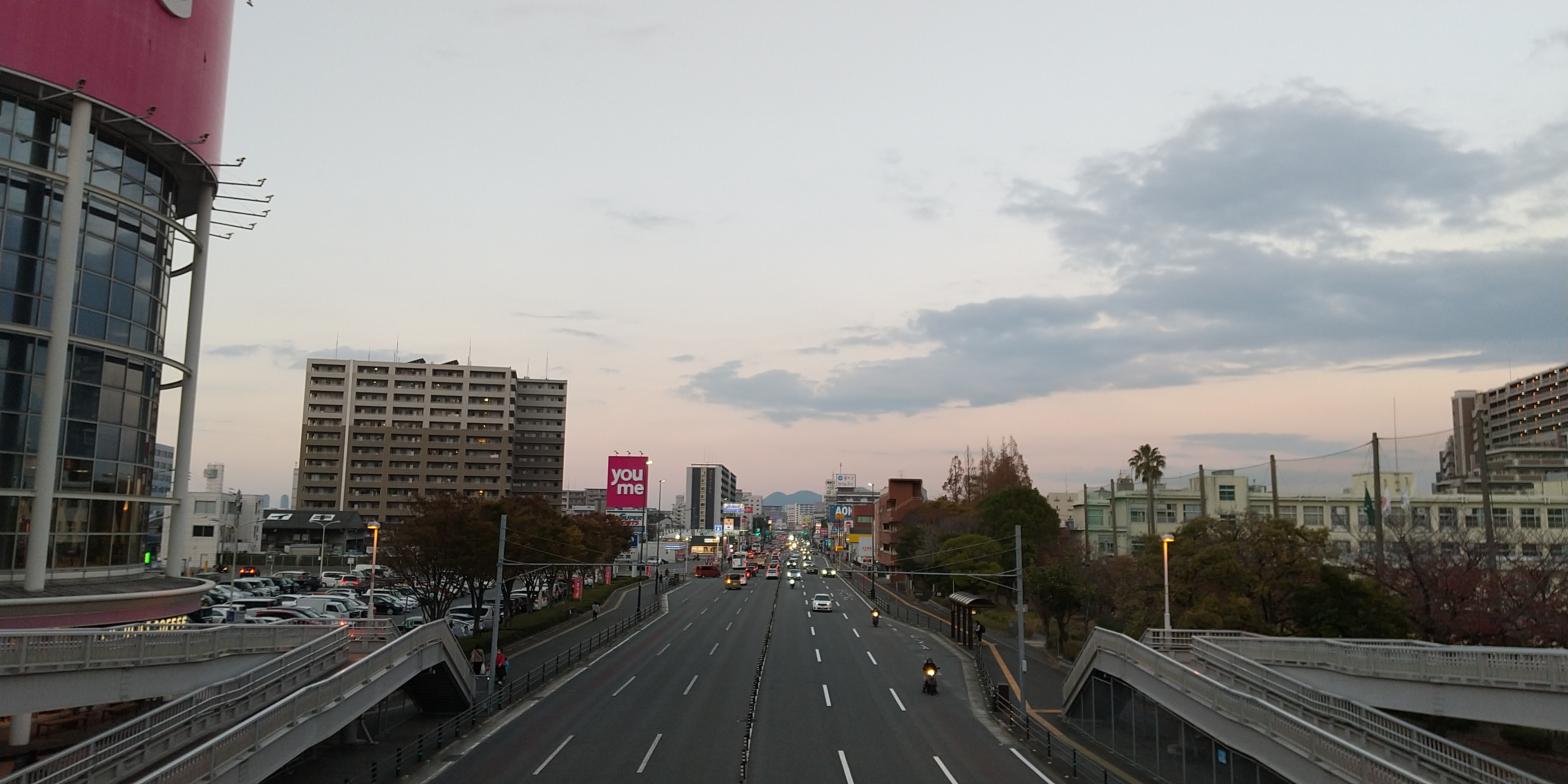
国道3号、馬出歩道橋の北側（左：東浜一丁目、右：馬出三丁目）

#### 市道
福岡市が管理する市道の主要なものは次のとおりである。
- 東浜4436号線
- 千代2696号線

#### 臨港道路
主に東浜二丁目内は臨港地区に指定されており、地区内の主要な臨港道路は次のとおりである。
- 須崎東浜線（通称：「ふ頭間道路」）
- 東浜1号線
- 東浜2号線
- 東浜3号線
- 東浜4号線

## 施設

### 港湾施設
- 係留施設

| バースの名称 | 水深（m） | バース数 | 延長（m） |
| ------------ | --------- | -------- | --------- |
| 1号岸壁      | -4.5      | 3        | 200       |
| 2号岸壁      | -5.5      | 1        | 80        |
| 3号岸壁      | -5.5      | 4        | 430       |
| 4号岸壁      | -7.5      | 3        | 390       |
| 5号岸壁      | -7.5      | 2        | 310       |

- 給水施設（11箇所）
- 野積場（99,747平方メートル）
- 東浜船だまり（物揚場：水深3m、延長408m）

### 公共・公益施設
- 福岡市食肉市場（「福岡市中央卸売市場」の一つ）
- 福岡北九州高速道路公社
- 福岡市消防局東消防署水上出張所
- 福岡市東浜第一ポンプ場[注釈 8]
- 一般財団法人福岡市水産加工公社
- 東浜公園[注釈 9]

### 学校
町内に学校は存在しないが、校区については、小学校区、中学校区についてそれぞれ次の学校の校区に属する。
- 小学校区：福岡市立馬出小学校（馬出一丁目）
- 中学校区：福岡市立福岡中学校（馬出三丁目）

### 商業施設
東浜の国道3号に面して大規模商業施設（ゆめタウン博多など）、飲食店舗、物品販売店舗などの商業施設が立地している。

### 住宅
東浜は大部分が港湾施設や工場のための土地利用がされているが、一部の地区（東浜一丁目）においては、共同住宅も立地している。

### その他
- 福岡県神社庁（筥崎宮の境内にある神社庁）[注釈 10]
- 東浜水素ステーション（西部ガス株式会社）

施設の写真
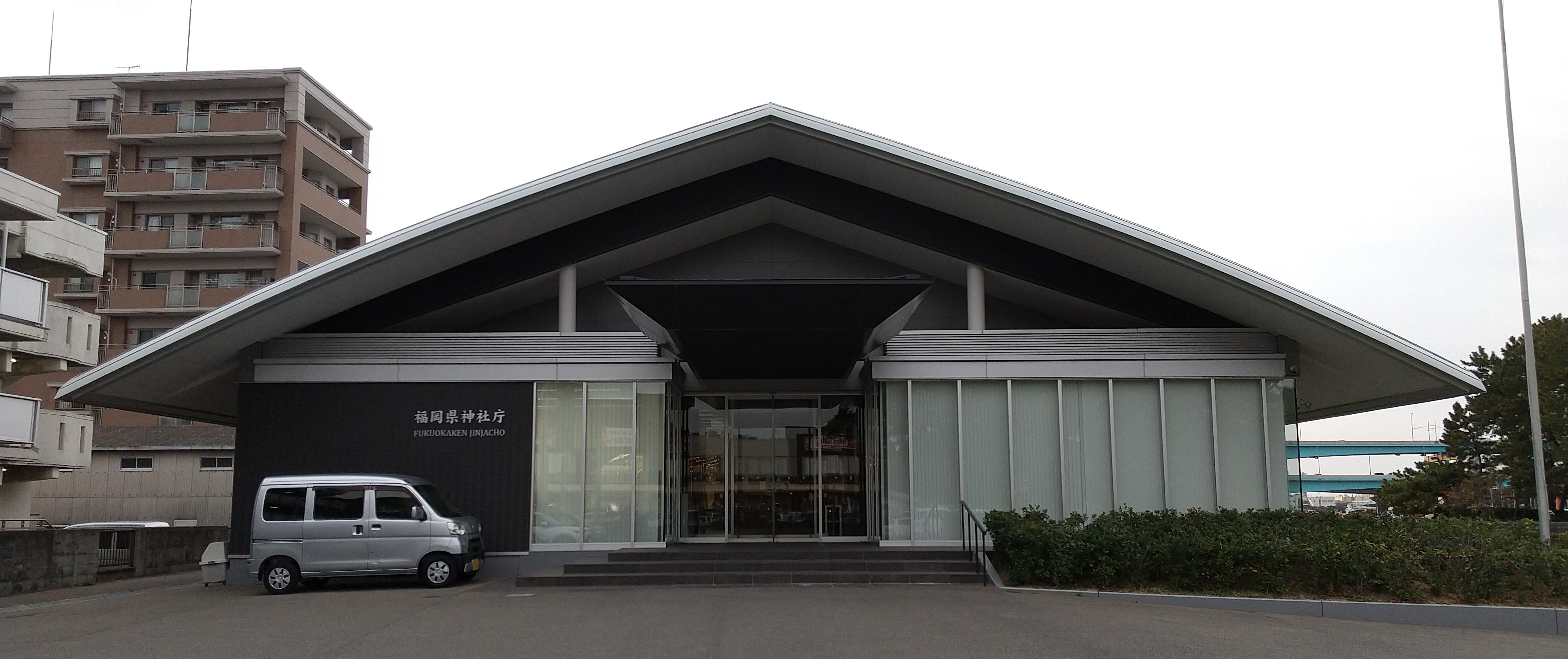
福岡県神社庁

## 名所・旧跡
- 筥崎宮の鳥居とお潮井浜（別名：お汐井浜、箱崎浜）[注釈 11]

名所・旧跡の写真
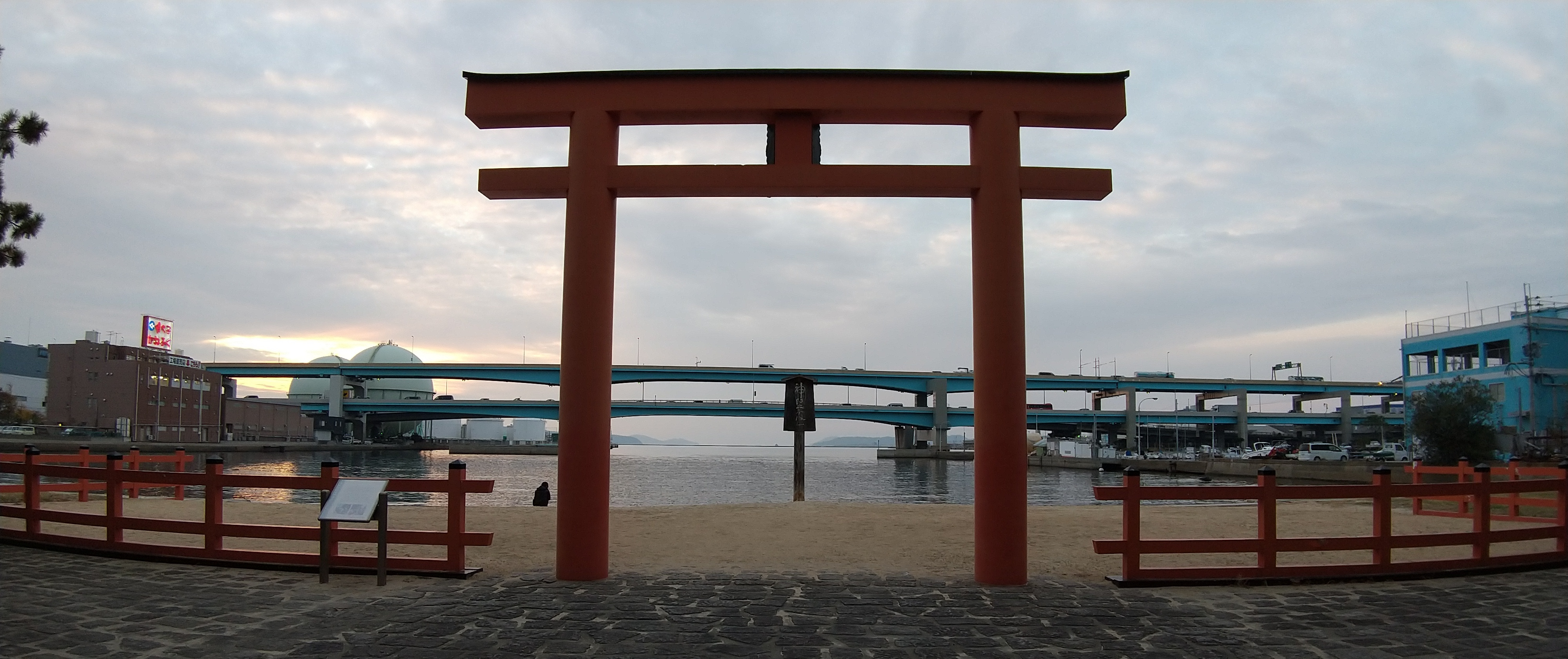
筥崎宮の鳥居とお潮井浜（別名：箱崎浜）、左：東浜一丁目、右：箱崎四丁目、筥崎宮の境内